# Leather Jackets (film)
Pour les articles homonymes, voir Leather Jackets.
Pour plus de détails, voir Fiche technique et Distribution.
Leather Jackets est un film américain de Lee Drysdale sorti en 1992. Le film met en vedette D. B. Sweeney, Bridget Fonda et Cary Elwes.

## Synopsis
Claudia met enfin la main sur l'homme de ses rêves, Mickey. Son ami Dobbs ruine leurs plans de mariage lorsqu'il est poursuivi par des voyous vietnamiens qu'il a volés. Claudi et Mickey cachent Dobbs dans le coffre de leur voiture pour le sauver, mais les choses ne se passent pas comme prévu et Mickey en apprend plus que nécessaire sur sa fiancée,

## Fiche technique
- Titre : Leather Drysdale
- Réalisation : Lee Drysdale
- Scénario : Lee Drysdale
- Musique : Shlomo Artzi
- Société de production : Triumph Films
- Pays d'origine :  États-Unis
- Durée : 90 minutes
- Date de sortie : 18 juin 1992

## Distribution
- D. B. Sweeney : Mickey
- Bridget Fonda : Claudi[3]
- Judy Trevor : Mme Little
- Cary Elwes : Dobbs
- James LeGros : Carl
- Neil Giuntoli (en) : Sammy
- Phil Chong : le bookmaker vietnamien
- Jeff Imada : Hood
- April Tran : l'épicerie vietnamienne
- Bill Ryusaki (en) : Prath
- Jon Polito : Fat Jack
- Joe Lewis : Barfly
- Michael Champion : Costello
- Marshall Bell : The Stranger
- Chris Penn : Big Steve
- Lisanne Falk (en) : Shanna
- Tony Cecere : Pimp
- Darryl Chan (en) : Su
- Lee Drysdale : le serveur

## Tournage
Le film a été tourné en 1990 à Highland Park, un quartier de Los Angeles en Californie.[réf. nécessaire]